# Ploubazlanec
Ploubazlanec (bretonska: Plaeraneg) är en kommun i departementet Côtes-d'Armor i regionen Bretagne, i nordvästra Frankrike. Den traditionella näringen på orten är fiske. Orten har blivit känd genom novellen Pêcheur d'Islande av Pierre Loti  som handlar om några fiskare från Ploubazlanec. År 2022 hade Ploubazlanec 2 985 invånare.

## Befolkningsutveckling
Antalet invånare i kommunen Ploubazlanec
Referens:INSEE

## Galleri

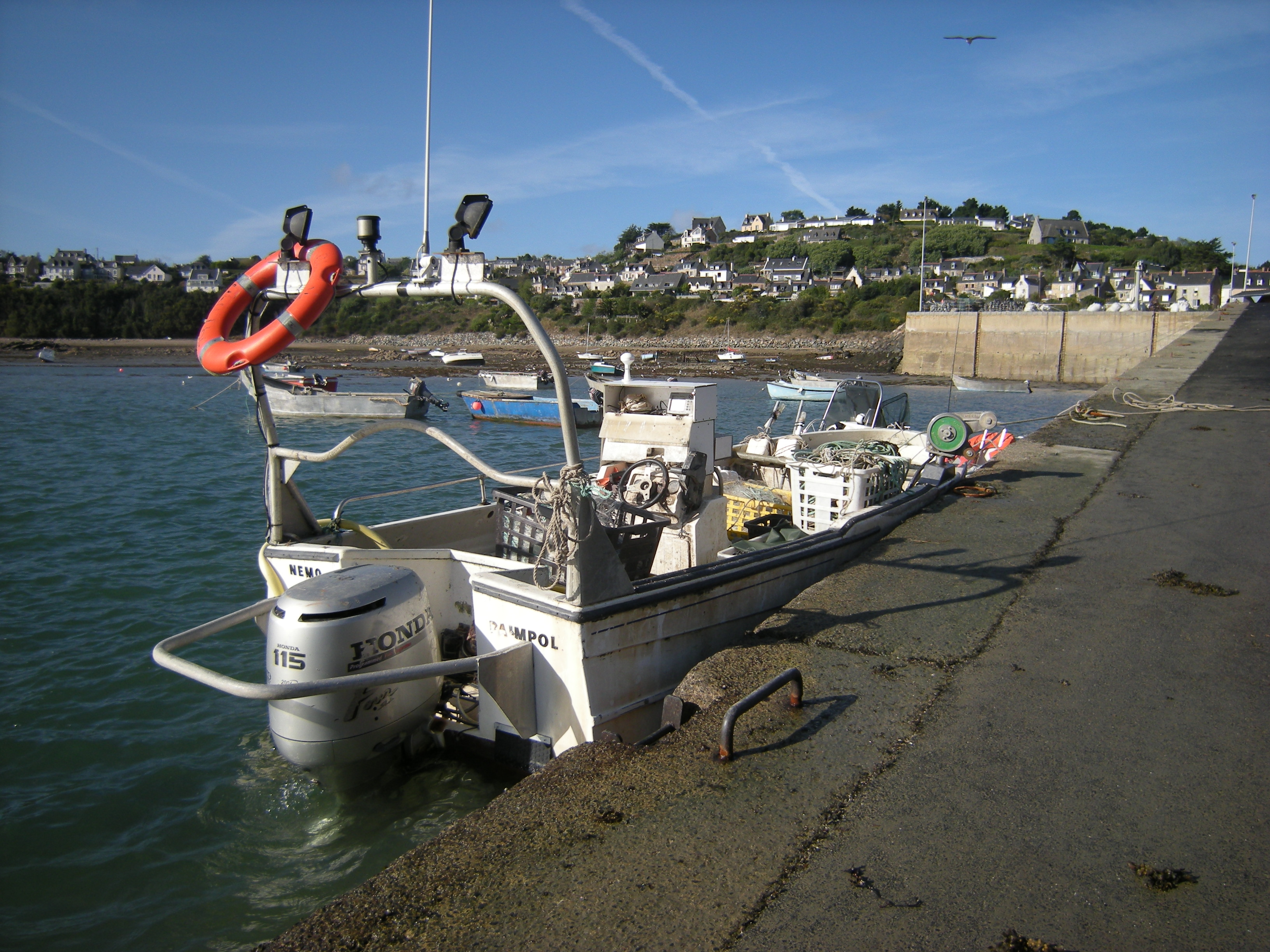
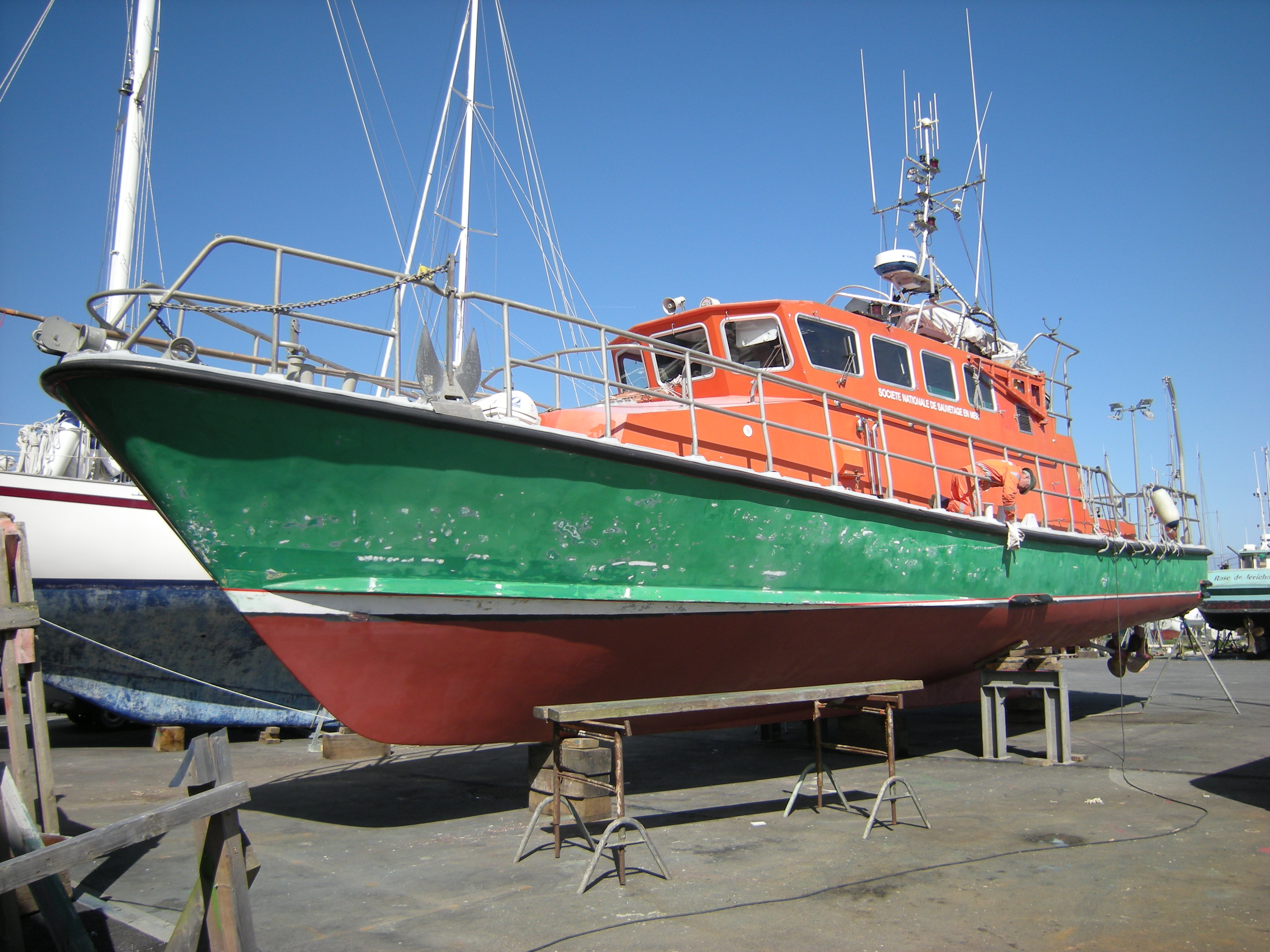
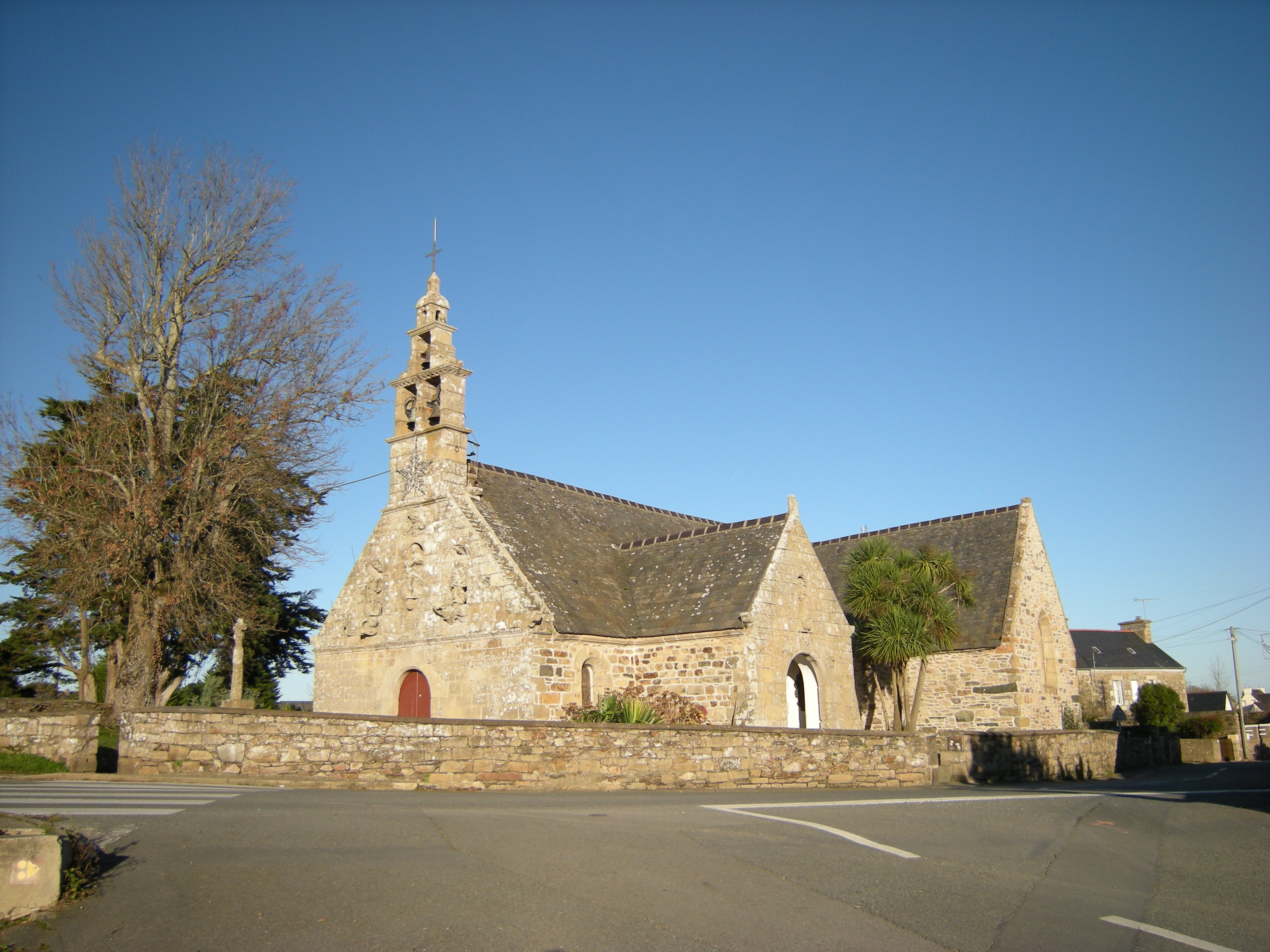
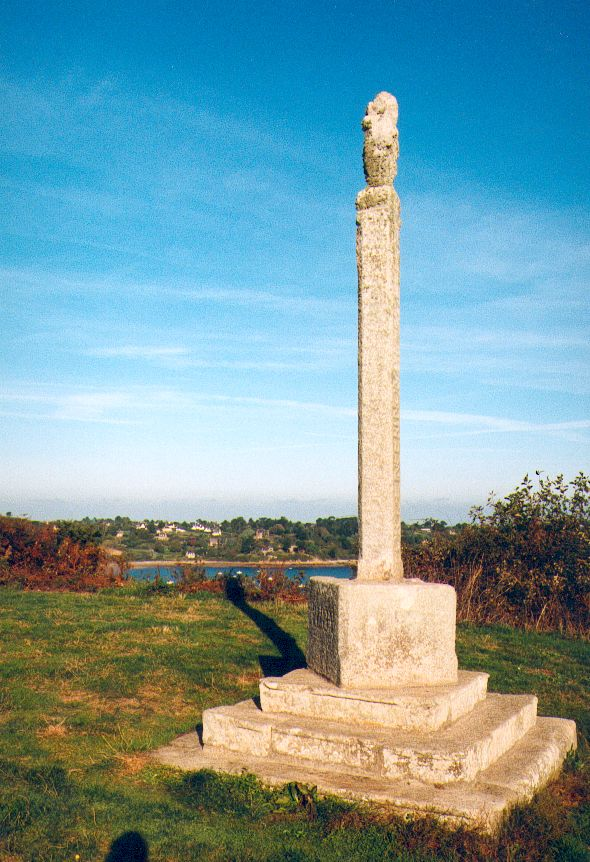
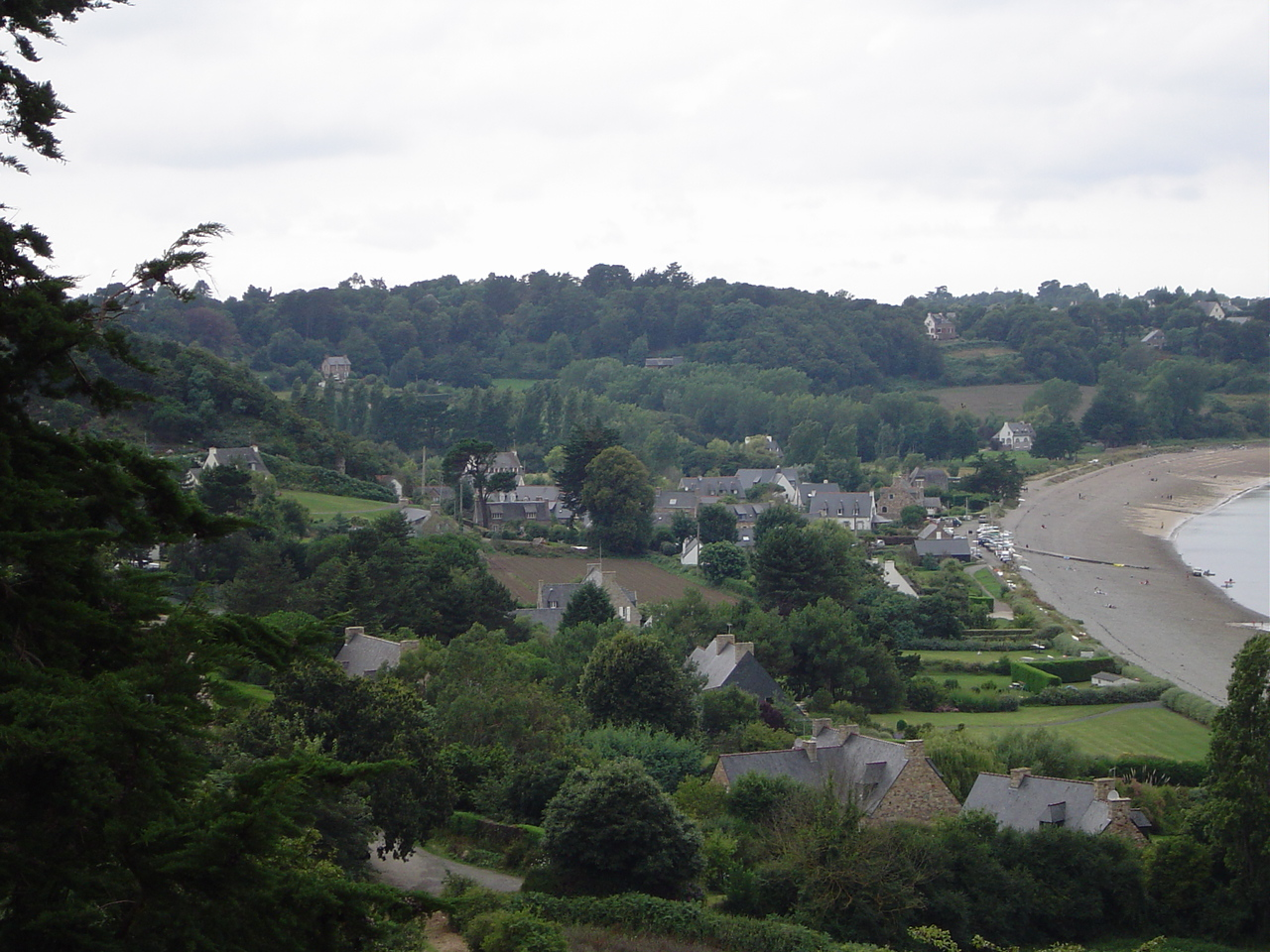